# Valea Târnei
Valea Târnei (słow. Zidareň) – wieś w Rumunii, w okręgu Bihor, w gminie Șinteu. W 2011 roku liczyła 283 mieszkańców.